# 행복한 동행 (라디오 프로그램)
김현주의 행복한 동행은 대한민국의 방송국 기독교방송의 라디오 채널 CBS 음악FM에서 매일 저녁 8시부터 밤 10시까지 방송되는 가요 전문 라디오 프로그램이다. 2007년 1월 1일에 첫방송되어 2016년 1월 31일까지 배우 오미희가 진행하였으며, 이어 2016년 2월 1일부터 2월 2일까지 2일간 가수 이정희가 임시 진행하였고, 2016년 2월 3일부터 배우 김현주가 진행하고 있으며, 1970년대부터 1990년대까지의 추억의 가요와 최신 가요를 함께 들려주며, 2020년 10월 26일 가을 개편을 맞아 일부 내용이 조정되었다. 수도권에서는 초단파 93.9MHz, 부산광역시에서는 초단파 102.1MHz, 서부산에서는 초단파 105.3MHz, 대구광역시 전지역, 경산, 구미, 칠곡, 성주, 고령 등 경상북도 일부 지역에서는 초단파 97.1MHz, 광주광역시 전지역, 나주, 담양, 장성 등 전라남도 일부 지역에서는 초단파 98.1MHz, 강원특별자치도, 충청남북도, 전북특별자치도, 제주특별자치도 등의 지방과 해외에서는 CBS 인터넷 라디오 레인보우로 청취할 수 있다.

## 역대 DJ
- 2007년 1월 1일 ~ 2016년 1월 31일 : 오미희
- 2016년 2월 1일 ~ 2016년 2월 2일 : 이정희 (임시진행)
- 2016년 2월 3일 ~ 현재 : 김현주

## 코너
- 1부 내 인생의 OST
- 2부 방송 틈틈이 진행되는 느닷없는 퀴즈
- 한 줄 시인을 찾습니다.
- '시' 위로의 말들...
- 영화속 이야기 '그남자 그여자'

## 시그널

### 오프닝
- Celtic Rain - Mike Oldfield

## 같이 보기
- 대중음악
- 이상호의 드림팝 (KBS 2라디오)
- 윤태진의 FM데이트 (MBC FM4U)